# Junior (scacchi)
Junior è un motore scacchistico creato dai programmatori israeliani Amir Ban e Shay Bushinsky. Il Grande maestro Boris Alterman li ha aiutati, specialmente nello sviluppo dei libri d'apertura. La versione di Junior per sistemi multiprocessore è detta Deep Junior.
Una delle innovazioni di Junior rispetto agli altri programmi di scacchi è nel suo modo di contare le mosse. Junior conta le mosse interessanti come una sola mossa o addirittura meno. In tal modo le varianti interessanti sono analizzate più meticolosamente rispetto alle linee di gioco meno promettenti.
Altra caratteristica del motore è detta opponent modeling;  Junior può giocare mosse che obiettivamente non sono le più forti, ma che orientano il gioco verso i punti deboli dell'avversario.

## Risultati
Nel giugno del 2007, Deep Junior ha vinto la "Ultimate computer chess challenge" organizzata dalla FIDE sconfiggendo Deep Fritz 4-2. I team optarono dunque per non far partecipare i loro motori al Campionato Mondiale di scacchi per computer, che si è svolto nello stesso periodo.
Junior ha vinto il Campionato mondiale di scacchi per personal computer nel 1997 e nel 2001 ed il Campionato Mondiale di scacchi per computer nel 2002, nel 2004 e nel 2006; entrambi organizzati dalla International Computer Games Association.
Nel 2003 Deep Junior pareggiò un match di 6 partite contro Garry Kasparov con il risultato di 3-3. Ha invece vinto nel 2006 un match contro Teimour Radjabov.